# 勞倫斯縣 (印第安納州)
勞倫斯縣（英語：Lawrence County, Indiana）是美國印第安納州南部的一個縣。面積1,171平方公里。根据美國2000年人口普查，共有人口45,922人。縣治貝德福德（Bedford）。
成立於1818年3月1日。縣名紀念1812年戰爭中戰死的海軍軍官詹姆斯·勞倫斯。